# Starobeševe
Starobeševe (ukrajinsky Старобешеве; rusky Старобешево – Starobeševo) je sídlo městského typu v Doněcké oblasti na Ukrajině. Leží na západním břehu Kalmiusu 36 kilometrů jižně od Doněcka, správního střediska celé oblasti, a v roce 2013 v něm žilo šest a půl tisíce obyvatel. Od roku 2014 se Starobeševe nachází v části Doněcké oblasti kontrolované separatistickou Doněckou lidovou republikou.

## Dějiny
Starobeševe bylo založeno v roce 1779. Sídlem městského typu je od roku 1958.

### Rodáci
- Paša Angelina (1913–1959) – sovětská údernice